# Johann Friedrich Funk (Bildhauer, 1745)

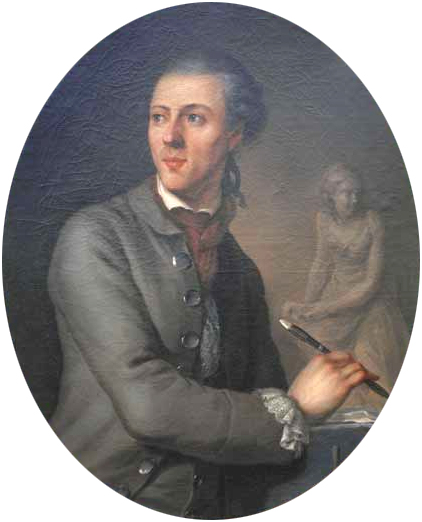
John Webber, Bildnis Johann Friedrich Funk (II.), 1773.

Johann Friedrich Funk (II.) (* 26. Oktober 1745 in Bern; † 4. Dezember 1811 in Bern; Bürger von Nidau) war ein Schweizer Bildhauer.

## Leben
Die Lehre absolvierte er bei seinem gleichnamigen Vater Johann Friedrich Funk. Von 1766 bis 1771 studierte er in Paris an der Académie Royale und arbeitete daneben als Zeichenlehrer. Eine bedeutende Bildhauerarbeit dieser Zeit war die Statue des Grand Condé im Treppenhaus der Pariser Kriegsschule.
1775 kehrte er nach Bern zurück und übernahm die Werkstatt seines Vaters. Die besten Einkünfte brachten ihm Spiegel-, Bildhauer- und Vergolderarbeiten. 1777 schuf Funk eine Büste Albrecht von Hallers und ein Grabmal für den Basler Bürgermeister Isaak Hagenbach im Kreuzgang des Basler Münsters. Weitere folgten 1779 für Abraham Samuel Lombach in der Kirche Bümpliz und 1782 für den Mathematiker und Physiker Daniel Bernoulli (Kirche St. Peter in Basel). Für das Berner Rathaus entstand 1785 der klassizistische Schultheissen-Thron. Er war Gutsbesitzer des Steinhölzli am Gurten in Köniz. In Köniz wurde im 20. Jahrhundert eine Strasse nach ihm benannt.
Die bedeutendste und umfangreichste Sammlung von Werken Johann Friedrich Funks (II.) befindet sich heute im Schloss Jegenstorf.
Das nebenstehende Porträt stammt von Johann Wäber (1751–1793), dem späteren Expeditionsmaler Captain Cooks. Er verbrachte seine Jugend im Haus von Mathäus Funk, dem Onkel des Dargestellten.
Funk war zweimal verheiratet: seit 1775 mit Maria Elisabeth Kurz, seit 1805 mit Maria Dällenbach.